# U-20ラグビーサモア代表
U-20ラグビーサモア代表（英語: Samoa national under-20 rugby union team）は、20歳以下の選手で構成されるラグビーサモア代表チームである。
ワールドラグビーU20トロフィーなどに出場している。

## 歴史
2008年、初年度のIRBジュニア世界選手権(現・ワールドラグビーU20チャンピオンシップ)に在籍する。2017年、IRBジュニア世界選手権から降格以降、ワールドラグビーU20チャンピオンシップから遠ざかっている。
そして翌2018年、ワールドラグビーU20トロフィーで決勝進出するもU20フィジー代表相手に敗れてワールドラグビーU20チャンピオンシップ昇格ならず。

## タイトル
- ワールドラグビーU20トロフィー
優勝・2回 (2011年, 2016年)
2位・1回 (2018年)
- オセアニアラグビーU-20トロフィー
優勝・1回 (2020年)

## 成績

### ワールドラグビーU20チャンピオンシップ
- 2008年 - 7位
- 2009年 - 7位
- 2010年 - 12位(U20トロフィーへ降格)
- 2012年 - 10位
- 2013年 - 9位
- 2014年 - 8位
- 2015年 - 12位(U20トロフィーへ降格)
- 2017年 - 12位(U20トロフィーへ降格)

### ワールドラグビーU20トロフィー
- 2011年 - 1位(ジュニア世界選手権へ昇格)
- 2016年 - 1位(ジュニア世界選手権へ昇格)
- 2018年 - 2位